# Remos GX
Die REMOS GX ist ein zweisitziges Ultraleichtflugzeug, das von der Remos AG in Pasewalk hergestellt wird. Es handelt sich um einen abgestrebten Schulterdecker in Composite-Bauweise. Die Vorgängerin der GX war die G-3/600.

## Geschichte

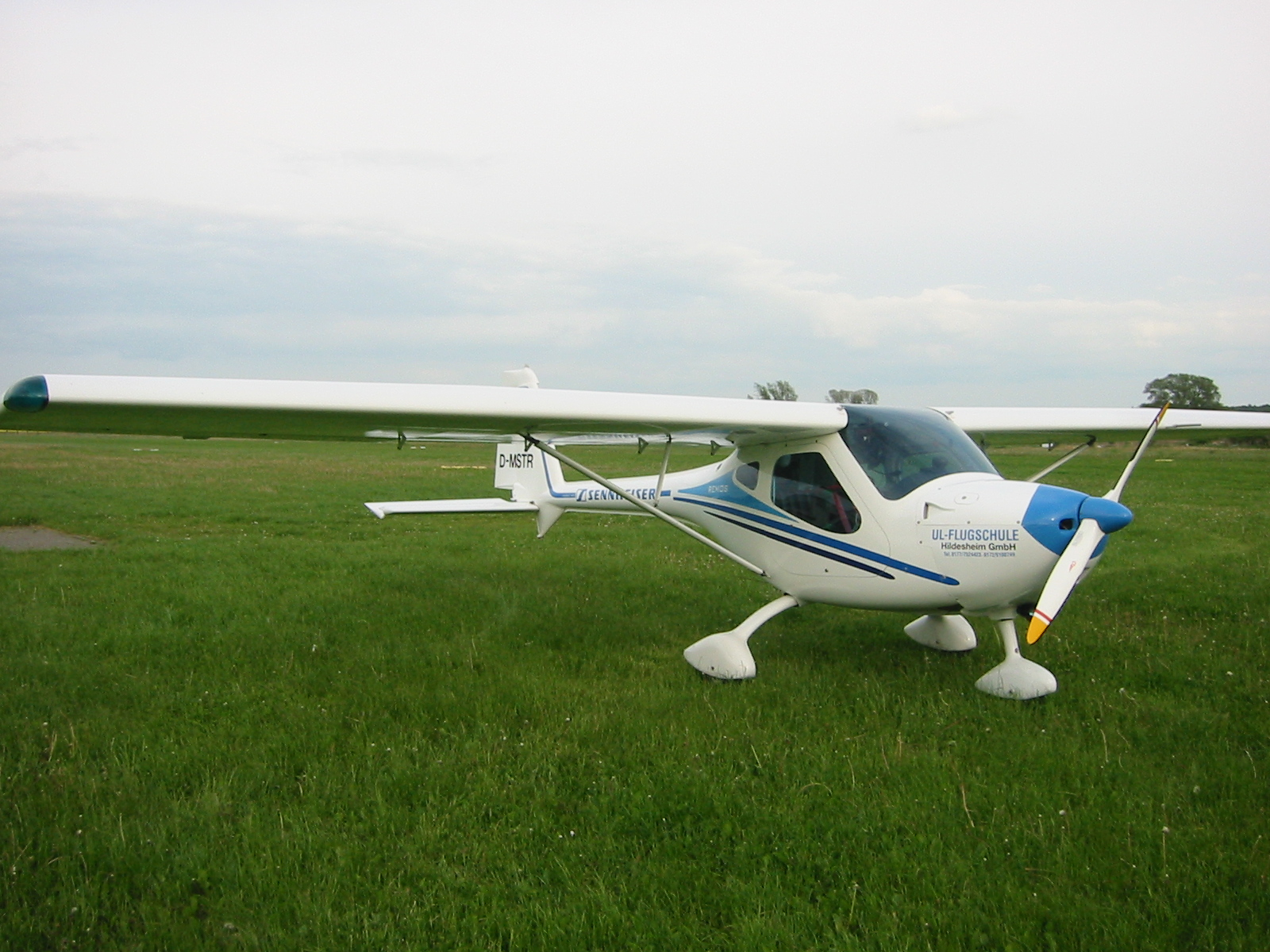
1997 kam die REMOS G-3 auf den Markt.

Im Jahr 1997 startete der Prototyp der REMOS G-3 zum Erstflug. Anfangs wurden etwa zehn bis 20 Maschinen pro Jahr unter der Bezeichnung G-3 Mirage von der damaligen REMOS Aircraft GmbH Flugzeugbau (Eschelbach, Bayern) produziert. Die Zelle wurde im eigenen Werk in Bielsko-Biała, Polen, gebaut. Hier erfolgte auch weitestgehend die Konstruktion.
2006 bezog der Flugzeugbauer ein neues Werk in Pasewalk, Mecklenburg-Vorpommern. Im selben Jahr wurde die G-3/600 vorgestellt, die mit Blick auf die US-amerikanische LSA-Klasse für 600 kg maximale Abflugmasse konzipiert war, gleichzeitig aber in Deutschland als Ultraleichtflugzeug angeboten wurde.
Im Sommer 2008 wurde die REMOS GX auf dem EAA AirVenture Oshkosh vorgestellt. Sie flog zum ersten Mal im Herbst 2007. Wie bereits die G-3/600, ist die GX in Europa als Ultraleichtflugzeug mit 472,5 kg maximaler Abflugmasse erhältlich, während sie in den USA als LSA mit 600 kg Abflugmasse vermarktet wird. Bis heute wurden knapp 450 Stück der Baureihen G-3 und GX gefertigt.

## Konstruktion

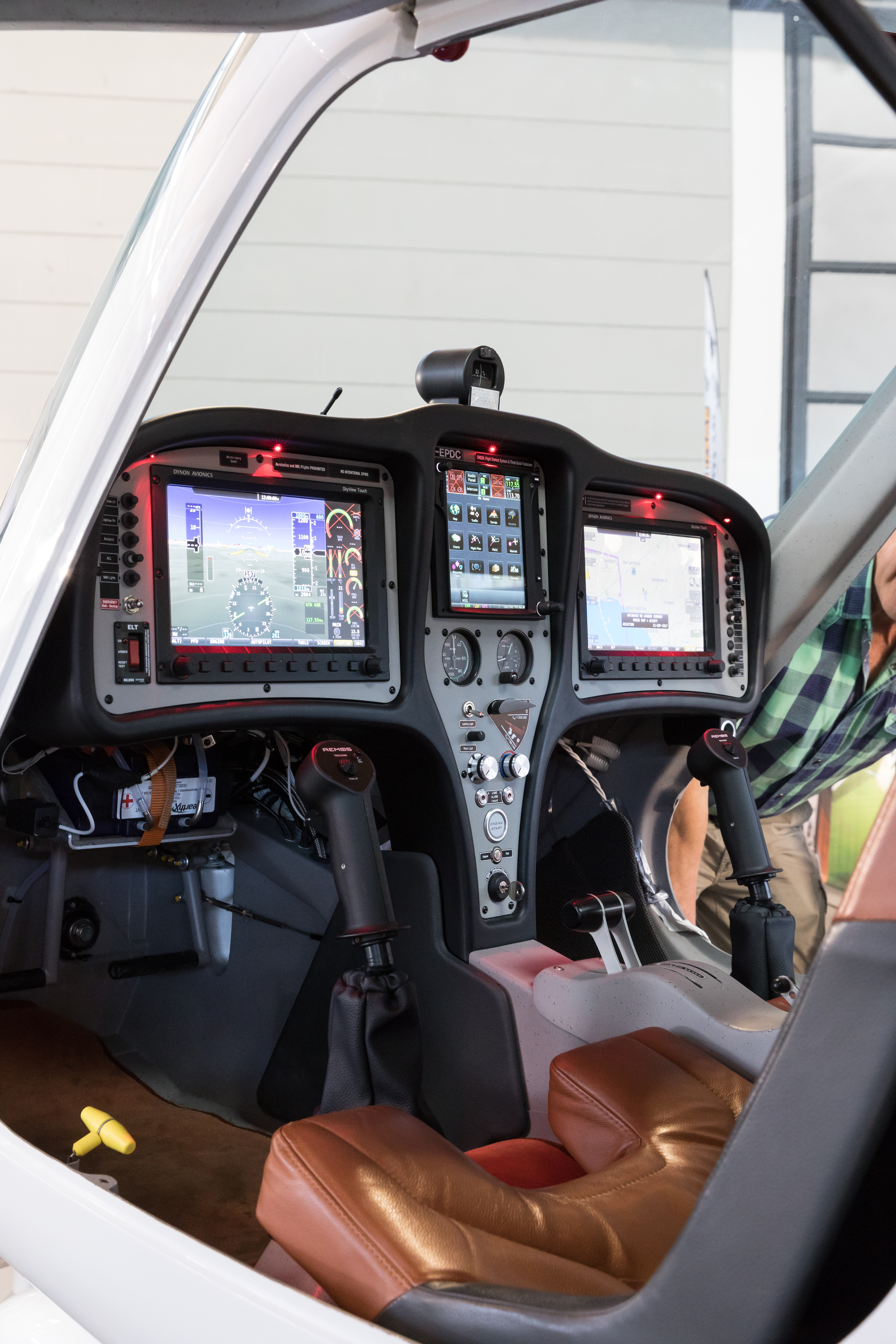
Glascockpit der GX

Wesentliche Änderung der GX gegenüber G-3-Reihe war der Flügel, der nunmehr in Vollschalenbauweise aus Kohlenstofffaser-Sandwich hergestellt ist. Er zeichnet sich durch ein widerstandsärmeres Profil und deutlich höhere Steifigkeit aus. Die Spannweite wurde von 9,80 m auf 9,32 m verkürzt, die zusätzliche Hilfsstrebe fiel weg, die Masse der Tragfläche sank um etwa 2 kg. Durch neue Spalt-Landeklappen wurde das Landeverhalten verbessert. So entfällt nun das ausgeprägte Ausschweben der Vorgängervariante. Eine Finne auf dem Leitwerksträger sorgt für mehr Stabilität um die Hochachse.
Die GX wird nahezu vollständig in Kohlenstofffaser-Sandwichbauweise gefertigt, nur vereinzelt wird Glasfaser verwendet. Im Cockpitbereich kommen zusätzlich Aramidfasern zum Einsatz, um die Besatzung im Falle eines Crashs zu schützen. Wie alle in Deutschland zugelassenen Ultraleichtflugzeuge, ist auch die GX mit einem Gesamtrettungssystem ausgestattet.
Als Antrieb kommt, wie bereits bei den Vorgänger-Modellen, der Rotax 912 oder 912 S mit 80 PS (59 kW) oder 100 PS (74 kW) zum Einsatz. Der Tank fasst 84 l, die Reichweite beträgt bei einer Reisegeschwindigkeit von 180 km/h rund 800 km. Die zulässige Höchstgeschwindigkeit (VNE) beträgt 249 km/h.
Das Hauptfahrwerk der GX bestand anfangs aus einer Composite-Fahrwerksschwinge. Seit dem Modelljahr 2009 verfügt das Flugzeug über ein Metallfahrwerk, welches aus einer zentralen Aluminiumschwinge und angeflanschten Stahlfederbeinen besteht. Hiermit können extreme Sinkgeschwindigkeiten beim Aufsetzen toleriert werden, wie sie während der Pilotenschulung häufig vorkommen. Auch das Panel wurde überarbeitet und ist in der aktuellen Generation der GX flacher und runder geschnitten.

## Varianten

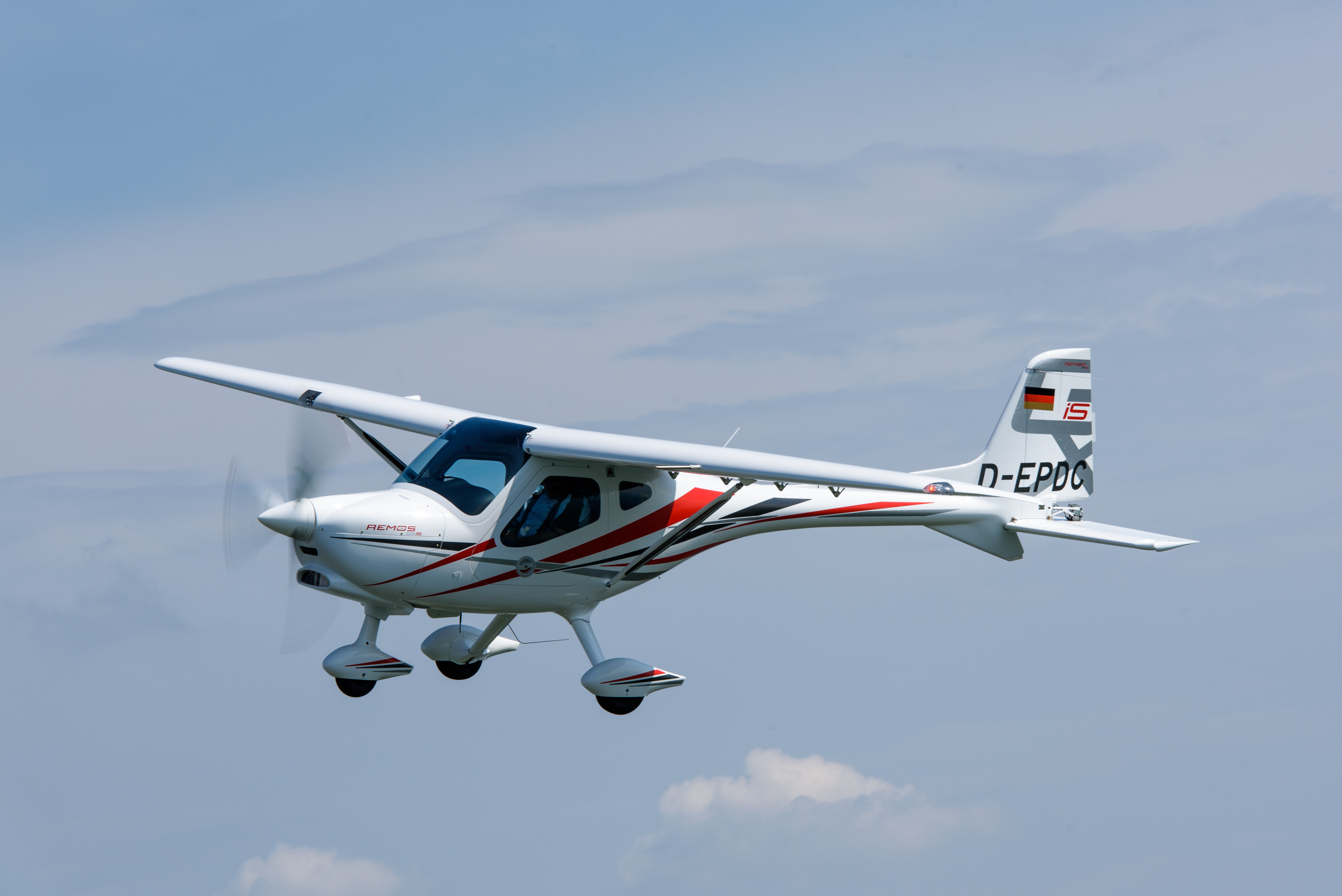
Der Prototyp der REMOS GXiS im Flug

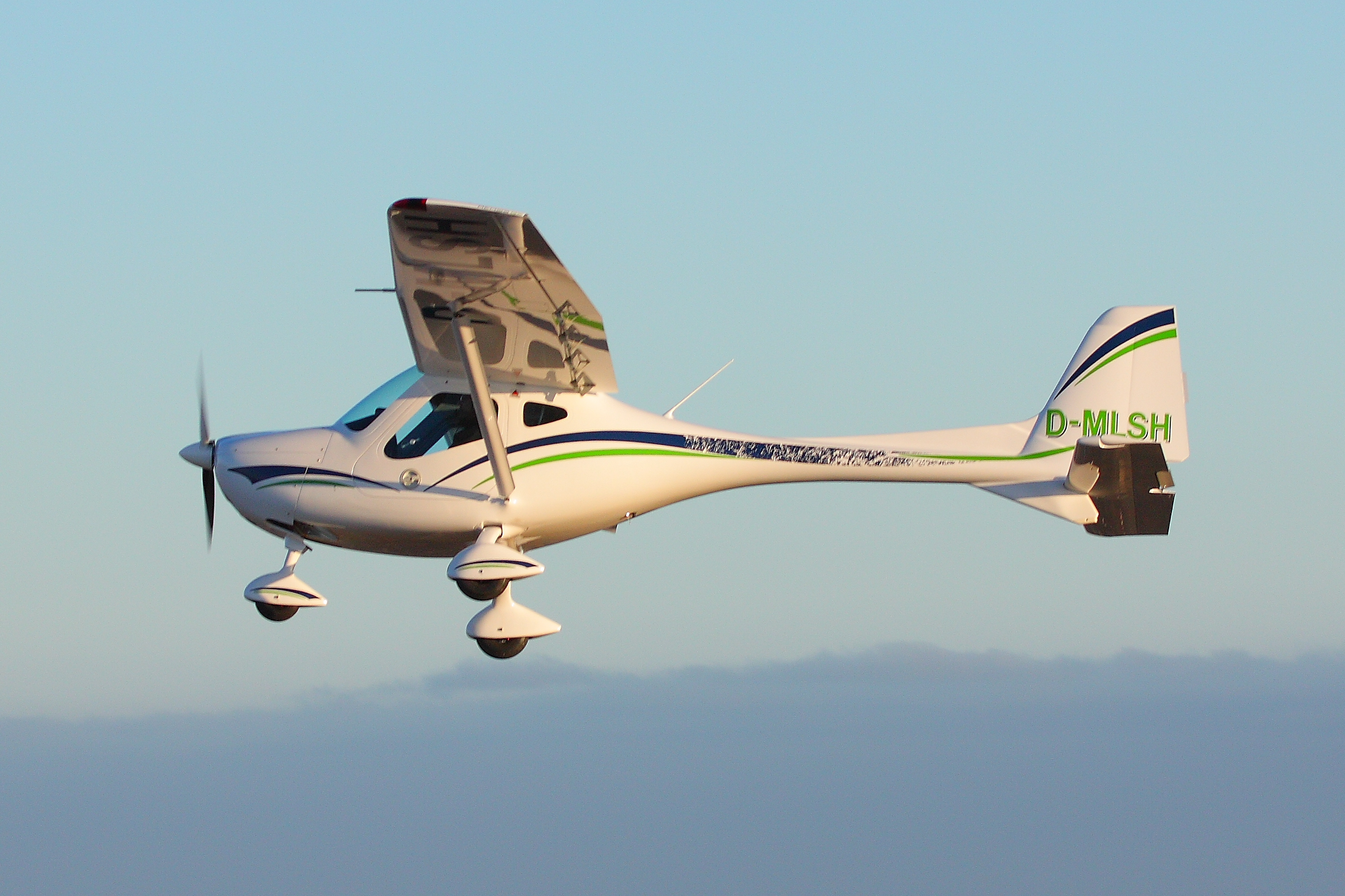
REMOS GXeLITE Air-to-Air

Den Einstieg in die GX-Baureihe markiert die auf Leichtbau getrimmte REMOS GXeLITE mit einem Rotax 912. Ein ultraleichtes Topmodell wird in Europa mit unterschiedlichen Avionikpaketen unter dem Namen REMOS GXNXT angeboten. Die LSA-Modelle mit 600 kg maximaler Abflugmasse für den US-amerikanischen Markt heißen GXnXES und GXeLITE.
Die neueste Generation heißt REMOS GXiS, eine Version mit dem Einspritzmotor Rotax 912 iS Sport und einem umfangreichen Avionikpaket. Dieses Flugzeug wurde auf der AERO im April 2016 erstmals der Öffentlichkeit vorgestellt. Am 26. Mai 2016 erfolgte der Erstflug in Pasewalk. Angestrebt wird eine Zertifizierung als europäisches LSA, außerdem soll die GXiS als amerikanisches LSA zugelassen werden. Im April 2017 wurde auf der AERO die UL-Musterzulassung erteilt.

## Technische Daten
|                                                | GXNXT (UL)   | GXeLITE (UL)                  | GXiS (LSA)         |
| ---------------------------------------------- | ------------ | ----------------------------- | ------------------ |
| Flugleistungen                                 |              |                               |                    |
| Reisegeschwindigkeit bei 5000 1/min            | 189 km/h     | 177 km/h                      | 189 km/h           |
| Startstrecke über 15-m-Hindernis               | 83 m         | 97 m                          | 187 m              |
| Lastvielfaches                                 | +4/−2 g      | +4/−2 g                       | +4/−2 g            |
| Reichweite inkl. 30 min Res. (4200 1/min)      | 814 km       | 1198 km                       | 903 km             |
| Verbrauch bei 4200 1/min                       | 13,4 l/h     | 9,3 l/h                       | 12,1 l/h           |
| Dimensionen                                    |              |                               |                    |
| Spannweite                                     | 9,32 m       | 9,32 m                        | 9,32 m             |
| Länge                                          | 6,48 m       | 6,48 m                        | 6,48 m             |
| Höhe                                           | 2,28 m       | 2,28 m                        | 2,28 m             |
| Kabinenbreite                                  | 1,19 m       | 1,19 m                        | 1,19 m             |
| Geschwindigkeiten                              |              |                               |                    |
| Mindestgeschw. in Landekonf. VSO               | 63 km/h      | 63 km/h                       | 78 km/h            |
| Geschw. für bestes Steigen VY                  | 120 km/h     | 120 km/h                      | 111 km/h           |
| bestes Steigen                                 | 6,5 m/s      | 4,1 m/s                       | 4,3 m/s            |
| max. Geschw. mit voll ausgef. Klappen VFE      | 130 km/h     | 130 km/h                      | 130 km/h           |
| Manövergeschwindigkeit VA                      | 174 km/h     | 174 km/h                      | 174 km/h           |
| höchstzul. Geschw. bei starken Turbulenzen VNO | 198 km/h     | 198 km/h                      | 198 km/h           |
| max. Horizontalgeschwindigkeit VH              | 220 km/h     | 205 km/h                      | 220 km/h           |
| höchstzul. Geschwindigkeit VNE                 | 249 km/h     | 249 km/h                      | 249 km/h           |
| Massen                                         |              |                               |                    |
| max. Abflugmasse MTOW                          | 472,5 kg     | 472,5 kg                      | 472,5 kg           |
| Kraftstoffmenge                                | 84 l/60 kg   | 84 l/60 kg                    | 84 l/60 kg         |
| Antrieb                                        |              |                               |                    |
| Motor                                          | Rotax 912 S  | Rotax 912 oder Rotax 912 S    | Rotax 912 iS Sport |
| Leistung                                       | 74 kW/100 PS | 59 kW/80 PS oder 74 kW/100 PS | 74 kW/100 PS       |